# Andries Winius

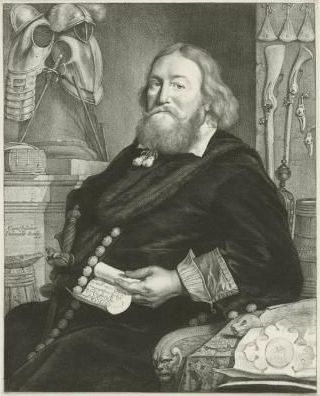
Andries Winius

Andries Dionyszoon Winius (russisch Андрей Денисович Виниус Andrei Denissowitsch Winius; * 1605 in Amsterdam; † 1662 in Russland) war ein russischer Kaufmann, Industrieller und Diplomat niederländischer Herkunft. In der Herrschaftszeit des Zaren Michael I. gründete er bei Tula die ersten Eisen-, Gusseisen- und Waffenwerke des Russischen Reiches. Er war der Vater von Andrei Andrejewitsch Winius.
Andries Winius war zunächst Getreidehändler und kam 1627 nach Archangelsk, wo er sich niederließ und Russisch lernte. 1632 erwarb er das Recht, ein Eisenwerk bei Tula zu errichten und dem Staat Eisen und Kanonen zu einem festgelegten Preis zu verkaufen. In den folgenden Jahren baute er in der Umgebung der Stadt mehrere durch Wasserkraft angetriebene Werke. Durch sein Wirken wurde Russland zu einem eigenständigen Eisenproduzenten und konnte sich in diesem Bereich aus der Abhängigkeit von Schweden und den Importen über die Ostsee lösen. Weitere (Guss-)Eisenwerke baute Winius am Fluss Waga bei Schenkursk, so dass Russland bis zur Industriellen Revolution in England sogar zum führenden Gußeisenproduzenten aufstieg und die Überschüsse exportierte. Ein wichtiger Partner von Winius war der ebenfalls nach Russland übergesiedelte Niederländer Pieter Marselis.
1648 verkaufte Winius seine Eisenwerke und beschäftigte sich an den Flüssen Nördliche Dwina und Suchona mit der Herstellung von Teer. 1652 konvertierte er zum russisch-orthodoxen Glauben, wurde Untertan des Zaren und bekam einen russischen Adelstitel verliehen. 1653 wurde er vom Zaren Alexei I. auf eine Mission in die Niederlande geschickt, um einige strategische Güter für Russland einzukaufen und Militärspezialisten anzuwerben. Bis zu seinem Tod 1662 war er auf einigen diplomatischen Missionen in den Niederlanden, Italien und Deutschland.